# Municipio de Kelly (Pensilvania)
El municipio de Kelly (en inglés: Kelly Township) es un municipio ubicado en el condado de Union en el estado estadounidense de Pensilvania. En el año 2000 tenía una población de 4.502 habitantes y una densidad poblacional de 101 personas por km².

## Geografía
El municipio de Kelly se encuentra ubicado en las coordenadas 40°59′59″N 76°52′28″O / 40.99972, -76.87444.

## Demografía
Según la Oficina del Censo en 2000 los ingresos medios por hogar en la localidad eran de $32,843 y los ingresos medios por familia eran $40,786. Loshombres tenían unos ingresos medios de $26,949 frente a los $19,120 para las mujeres. La renta per cápita para la localidad era de $18,499. Alrededor del 10,3% de la población estaban por debajo del umbral de pobreza.